# Cicindela columbica
Cicindela columbica — вид жуков-скакунов из семейства жужелиц. Эндемик Айдахо (США). Ранее ареал распространялся также на Орегон и Вашингтон, но строительство дамб на реке Колумбия сократило его.
Жук обитает на песчаных берегах рек, охотясь на более мелких артропод. Личинка тоже является хищной. Строительство дамб изменило уровень воды в реке и, тем самым, привело к сокращению популяции вида.